# Barry England
Pour les articles homonymes, voir England.
Barry England, né le 16 mars 1932 à Londres et mort le 21 mai 2009, est un écrivain et dramaturge britannique. Son œuvre majeure est Figures in a Landscape, nommée au Booker Prize.